# Lymantria alexandrae
Lymantria alexandrae är en fjärilsart som beskrevs av Alexander Schintlmeister 1994. Lymantria alexandrae ingår i släktet Lymantria och familjen tofsspinnare. Inga underarter finns listade i Catalogue of Life.